# 杨昌芹
杨昌芹（1990年6月—），贵州印江人，苗族，中国共产党党员。中华人民共和国政治人物、第十三届全国人民代表大会贵州省代表。

## 生平
2018年，杨昌芹被选为贵州省出席第十三届全国人民代表大会代表。